# Amila Glamočak
Amila Glamočak (Sarajevo, 1966.) bosanskohercegovačka pjevačica pop i zabavne glazbe. Živi u Sarajevu. Diplomirala je na Glazbenoj akademiji u Sarajevu, na odsjeku Muzikologije. Zapažena je kao jedan od najboljih pratećih vokala bivše Jugoslavije, kao i nastupima na festivalima zabavne glazbe u BiH. S pjesmom »Za našu ljubav« predstavljala je Bosnu i Hercegovinu na Pjesmi Eurovizije 1996. u Oslu. 